# لاوچکین لا-۷
 لاوشکین ال آ-۷ (به روسی Лавочкин Ла-۷) یک جنگنده موتور پیستونی ساخت شوروی بود که در زمان جنگ جهانی دوم بوسیله دفتر طراحی لاوشکین (OKB) توسعه یافت. 
این جنگنده یک طرح اصلاح شده و توسعه یافته از مدل لاوشکین LA۵ و یک عضو قدیمی تر از ساخته‌های همین دفتر طراحی بنام LaGG-1 بود که در سال ۱۹۳۸ تولید شده بود. اولین پرواز این هواپیما در اوایل سال ۱۹۴۴میلادی و ورود به خدمت در نیروی هوایی شوروی در سال ۱۹۴۵ انجام شد. در سال ۱۹۴۶میلادی ،دسته کوچکی از لاوشکین ال آ-۷ به نیروی هوایی چکسلواکی پیوست . دلیل این امر، ایجاد بلوک شرق و تحت‌الحمایه قرار گرفتن چکسلواکی بوسیله اتحاد جماهیر شوروی بود.این جنگنده مسلح به دو یا سه توپ ۲۰ میلیمتری و حداکثر سرعت ان ۶۶۱ کیلومتر بر ساعت (۴۱۱ مایل بر ساعت) بوده است. خلبان های این هواپیما ، جنگنده لاووشکین را قادر به مقابله با هر جنگنده موتور پیستونی آلمانی میدانستند و حتی حاضر به درگیری با جنگنده جت مسراشمیت ۲۶۲ بودند.

## وضعیت سرویس دهی
این هواپیما در سال ۱۹۴۷ از نیروی هوایی شوروی خارج شد اما تا سال ۱۹۵۰ در حال سرویس در نیروی هوایی چکسلواکی بود.

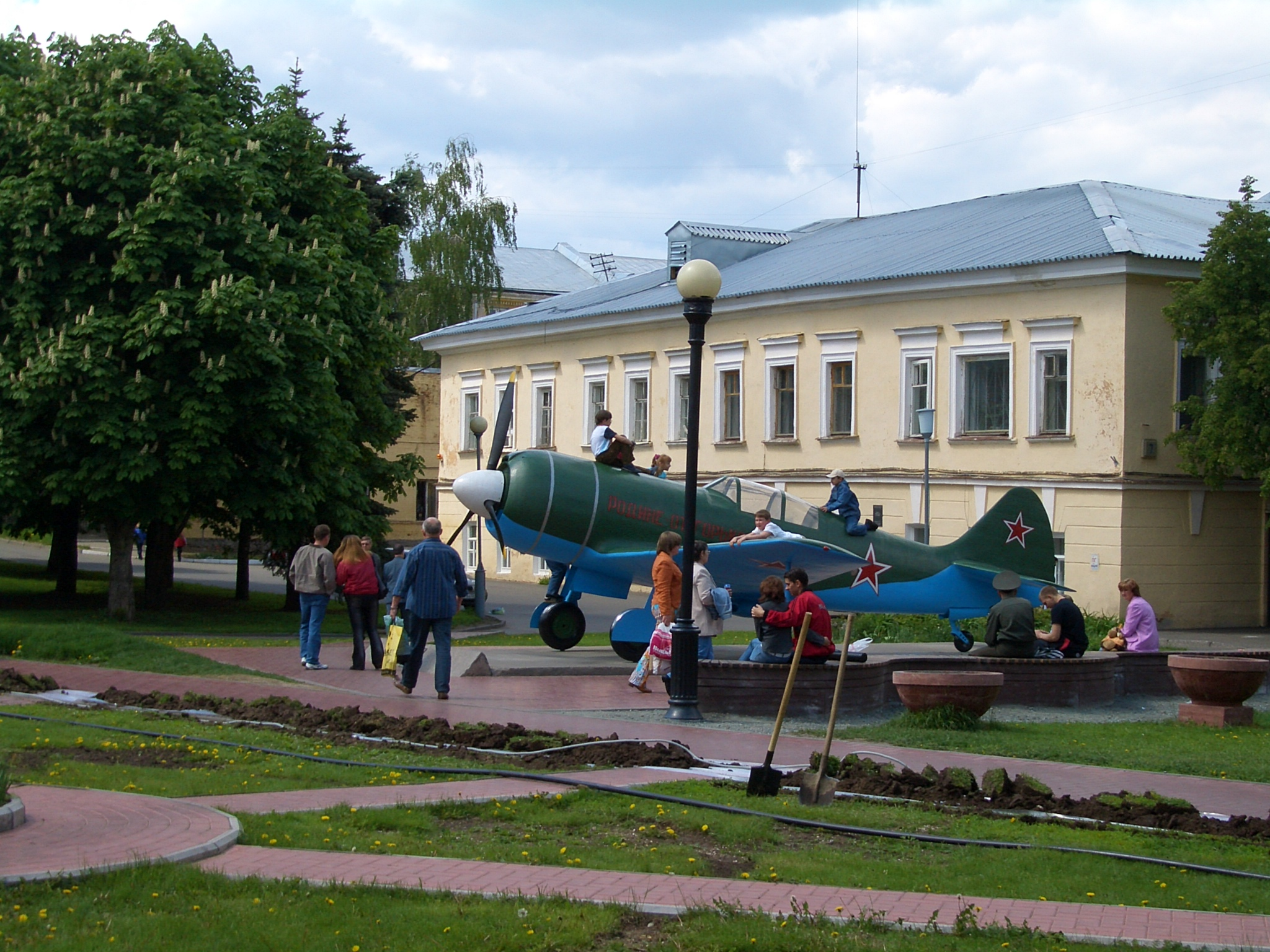
لاوشکین

لاوشکین La-7

مشخصات عمومی
- خدمه: ۱ نفر
- طول: ۸/۶ متر (28ft 3in)
- پهنای بال: ۹٫۸ متر (32ft 2in)
- ارتفاع: ۲٫۵۴ متر (8ft 4in)
- بال: مساحت ۱۷٫۵۹ مترمربع (189.3 sq ft)
- وزن خالی: ۳,۳۱۵ kg کیلوگرم (۷,۳۰۸ lb)

 عملکرد 
جنگ‌افزار

- توپها: ۲ × 20 mm ShVAK cannons with 200 rounds per gun or 3 × 20 mm Berezin B-20 cannons with 100 rounds per gun